# Krvavi cvijet
Krvavi cvijet (hemantus, lat. Haemanthus), rod trajnica, lukovičastih geofita iz potporodice Amaryllidoideae, dio tribusa Haemantheae. Postoje 22 priznate vrste na jugu afričkog kontinenta (Bocvana, Namibija, JAR, Lesoto, Esvatini).
Poznatija vrsta među njima je slonovo uho (H. albiflos), vazdazelena biljka velikih kožnatih listova, usred kojih se na 10 cm dugoj, čvrstoj stapci razvije bijeli cvat s mnogobrojnim žutim prašnicima. Slonovo uho je po životnom obliku hemikrtiptofit iz JAR-a, i ne smije se brkati sa slonovim uhom iz roda Bergenia i slonovim uhom (B. × erythrophylla) iz roda begonija

## Vrste
1. Haemanthus albiflos Jacq.
2. Haemanthus amarylloides Jacq.
3. Haemanthus avasmontanus Dinter
4. Haemanthus barkerae Snijman
5. Haemanthus canaliculatus Levyns
6. Haemanthus carneus Ker Gawl.
7. Haemanthus coccineus L.
8. Haemanthus crispus Snijman
9. Haemanthus dasyphyllus Snijman
10. Haemanthus deformis Hook.f.
11. Haemanthus graniticus Snijman
12. Haemanthus humilis Jacq.
13. Haemanthus lanceifolius Jacq.
14. Haemanthus montanus Baker
15. Haemanthus namaquensis R.A.Dyer
16. Haemanthus nortieri Isaac
17. Haemanthus pauculifolius Snijman & A.E.van Wyk
18. Haemanthus pubescens L.f.
19. Haemanthus pumilio Jacq.
20. Haemanthus sanguineus Jacq.
21. Haemanthus tristis Snijman
22. Haemanthus unifoliatus Snijman